# Austrolimnophila polyspilota
Austrolimnophila polyspilota är en tvåvingeart som beskrevs av Alexander 1937. Austrolimnophila polyspilota ingår i släktet Austrolimnophila och familjen småharkrankar. Inga underarter finns listade i Catalogue of Life.